# 2019 у літературі

## Твори
- Доки світло не згасне назавжди — науково-фантастичний роман українського письменника Макса Кідрука.
- Туга за сповіддю — науково-фантастичний роман у віршах українського поета Олекси Палійчука.
- Інститут — роман у жанрі фантастика жахів американського прозаїка Стівена Кінга.
- Справа Василя Стуса. Збірка документів з архіву колишнього КДБ УРСР — книга українського історика, публіциста Вахтанга Кіпіані.

## Померли
- 21 січня — Діана Атілл, британський літературний редактор, прозаїк і мемуарист.
- 25 лютого — Ушкалов Леонід Володимирович, український літературознавець і письменник.
- 6 червня — Мушкетик Юрій Михайлович, український письменник.
- 17 липня — Андреа Каміллері, італійський письменник, сценарист, режисер.
- 14 жовтня — Панченко Володимир Євгенович, український літературний критик, літературознавець.
- 23 жовтня — Лубківський Роман Мар'янович, український письменник, дипломат.
- 27 жовтня — Буковський Володимир Костянтинович, російський нейрофізіолог, політолог, письменник, дисидент.
- 15 грудня — Монік Лерак, канадська акторка, співачка, драматургиня і театральна постановниця.

## Нагороди
Унаслідок скандалу у 2018 році Нобелівська премія з літератури не оголошувалася. У 2019-му було оголошено лауреатів за два роки. За 2018 — премію здобула Ольга Токарчук, польська письменниця з українським корінням. За 2019 — австрійський письменник Петер Гандке.